# Alexeï Novikov-Priboï
Pour les articles homonymes, voir Novikov.
Alexeï Silytch Novikov-Priboï (en russe : Алексей Силыч Новиков-Прибой), né dans le gouvernement de Tambov (Empire russe) le 12 mars 1877 et mort à Moscou (Union soviétique) le 29 avril 1944, est le nom de plume d'Alekseï Silantievitch Novikov, un écrivain soviétique d'origine russe, connu pour ses récits sur le thème maritime, parfois surnommé Jack London soviétique,.

## Biographie
Alexeï Novikov nait dans le gouvernement de Tambov. Son père Silanti Filippovitch est un paysan ayant passé vingt-cinq ans dans l'armée impériale russe. Avec son frère ainé prénommé Sylvestre, Alexeï est scolarisé dans une école paroissiale. À l'âge de vingt-deux ans il est appelé à effectuer son service militaire obligatoire. Il sert dans la Marine impériale russe en 1899-1906. Arrêté en 1903 pour la propagande, il est transféré de la flotte de la Baltique à la 2e escadre de la flotte du Pacifique où il sert sous les ordres de Zinovi Rojestvenski. Il sera fait prisonnier à l’issue d’une grande défaite maritime lors de la bataille de Tsushima. Dans un camp des prisonniers Novikov collecte les souvenirs et impressions de ses codétenus en vue d'écrire un livre commémoratif de cet événement. De retour chez lui en 1906, sous le nom de plume A. Zaterty, il fait publier deux récits Les Fous et les victimes inutiles (Безумцы и бесплодные жертвы) et Pour le crime d'autrui (За чужие грехи) qui sont tout de suite interdits par la censure. Sous la menace d’arrestation en 1907, il s'enfuit d'abord en France, puis en Angleterre.
Lors de ses années d'immigration en 1907-1913, il vit en France, en Espagne, en Afrique du Nord, travaille comme matelot sur les bateaux de commerce. En 1912-1913, il est hébergé par Maxime Gorki à Capri. L'amnistie déclarée à l'occasion du 300e anniversaire de la maison Romanov en 1913 lui permet de rentrer en Russie. 
Il est employé sur les trains sanitaires pendant la Première Guerre mondiale en 1915-1918.
Au printemps de 1918, Novikov a été nommé chef du train, envoyé à Barnaoul pour échanger les produits manufacturés contre le pain pour les halles de Moscou. En juin de la même année, il est de nouveau envoyé à Barnaoul avec un groupe d'écrivains et d'artistes pour un travail culturel et éducatif. Il a vécu à Barnaoul jusqu'en 1920, participant à la vie littéraire, y compris dans l'association littéraire Aguliko fondée par Porfiri Kazanski et Gleb Pouchkarev.
Il participe à l'écriture de l'ouvrage collectif Les grands incendies (Большие пожары), un roman-feuilleton publié par le magazine Ogoniok en 1927. D'autres écrivains participent à l'écriture : Alexandre Grine, Leonid Leonov, Isaac Babel, Konstantin Fedine, Alexis Tolstoï, Mikhaïl Zochtchenko, Véra Inber, Lev Nikouline, Boris Lavrenev. Le roman ne sortira sous forme d'un livre qu'en 2009, avec la préface de Dmitri Bykov.
En 1932, parait la première édition de son épopée Tsushima qui sera récompensée par un prix Staline.
Avec quelques autres collègues écrivains (Vsevolod Bagritski, Vsevolod Ivanov), il écrit également pour la radio d’État soviétique.
Mort le 29 avril 1944 à Moscou, Alexeï Novikov-Priboï est enterré au cimetière de Novodevitchi.

## Récompenses et distinctions
- prix Staline de 2e classe (1941)
- ordre du Drapeau rouge du Travail (1939)
- médaille pour la Défense de Moscou (1944)